# Turcia la Concursul Muzical Eurovision
Turcia a participat pentru prima oară la Concursul Muzical Eurovision în anul 1975, dar nu a avut succes până în anii '90. Turcia nu a participat la concursul din 1979, desfășurat la Ierusalim, Israel. Din anii 2000, succesul țării s-a îmbunătățit, reușind să câștige în 2003, prin Sertab Erener, cu piesa "Everyway That I Can", clasându-se și o dată pe locul 2, și de două ori pe 4.
În 2013, Turcia nu a participat datorită nemulțumirilor legate de regulamentul concursului, în special cel legat de sistemul de votare. În 2013, Turcia nu a transmis concursul, datorită reprezentantei Finlandei, Krista Siegfrids, care a sărutat o persoană de același sex pe scenă. Nici în 2014 Turcia nu a transmis concursul, datorită reprezentantei Austriei, Conchita Wurst. Turcia a anunțat că probabil nu va mai participa în viitor.

## Participări

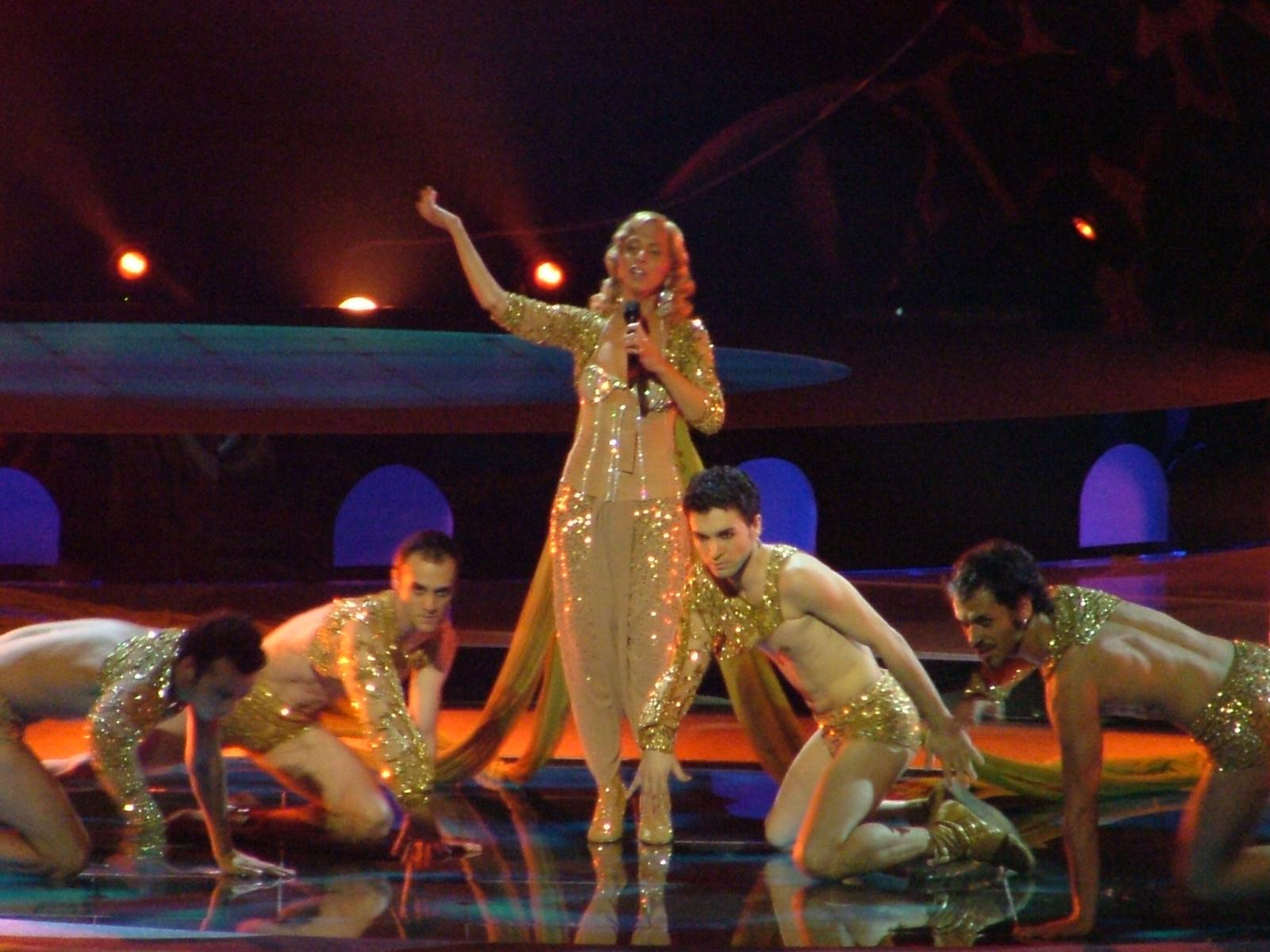
Sertab Erener la ceremonia de deschidere Eurovision 2004

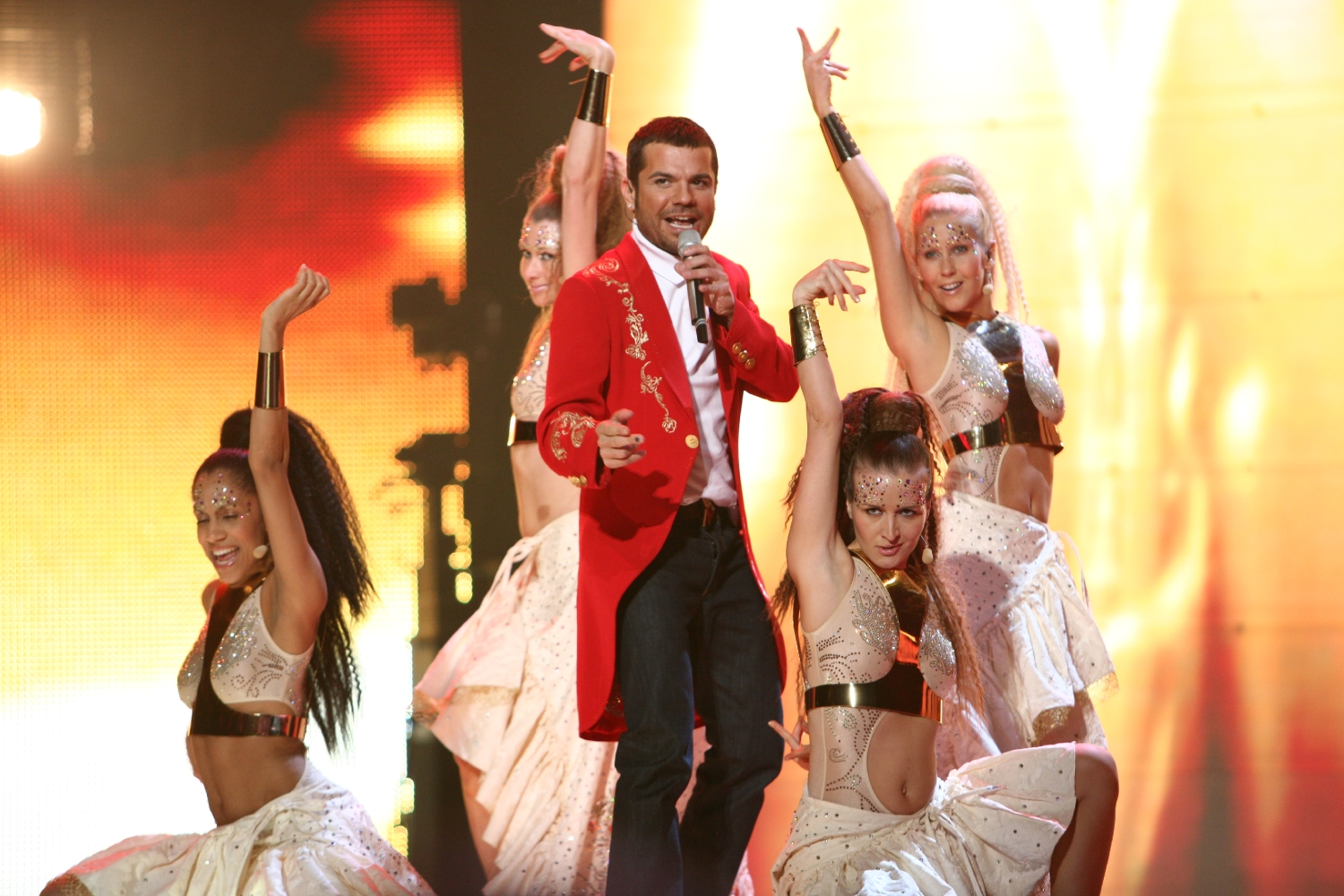
Kenan Doğulu la Helsinki (2007)

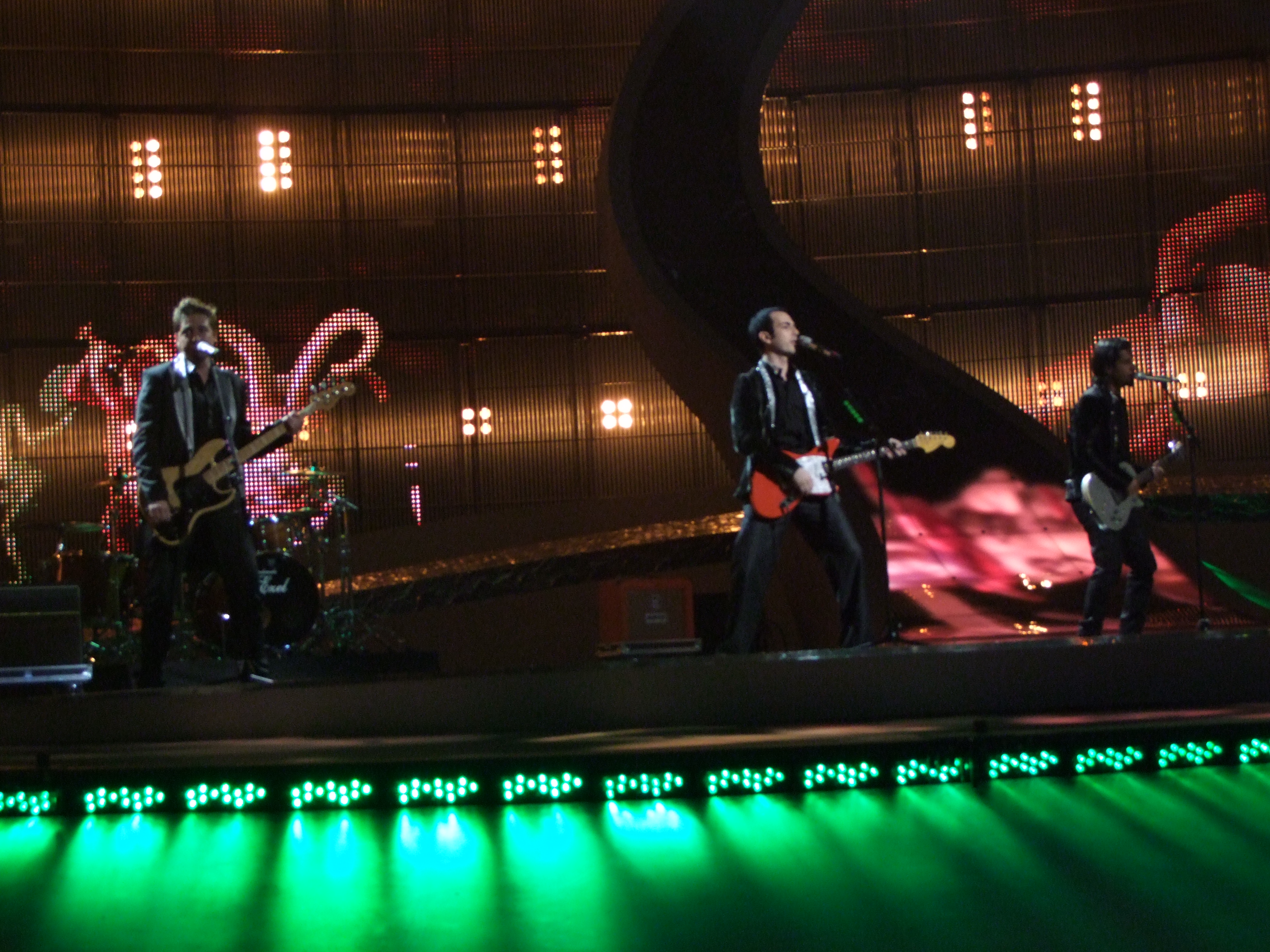
Mor ve Ötesi la Belgrad (2008)

| An   | Gazdă      | Artist                              | Titlu                      | Finala | Puncte | Semi | Puncte |
| ---- | ---------- | ----------------------------------- | -------------------------- | ------ | ------ | ---- | ------ |
| 1975 | Stockholm  | Semiha Yankı                        | "Seninle Bir Dakika"       | 19     | 3      |      |        |
| 1978 | Paris      | Nilüfer ve Nazar                    | "Sevince"                  | 18     | 2      |      |        |
| 1980 | Haga       | Ajda Pekkan                         | "Pet'r Oil"                | 15     | 23     |      |        |
| 1981 | Dublin     | Modern Folk Trio and Ayșegül        | "Dönme Dolap"              | 18     | 9      |      |        |
| 1982 | Harrogate  | Neco                                | "Hani?"                    | 15     | 20     |      |        |
| 1983 | München    | Çetin Alp & The Short Waves         | "Opera"                    | 19     | 0      |      |        |
| 1984 | Luxemburg  | Beș Yıl Önce, On Yıl Sonra          | "Halay"                    | 12     | 37     |      |        |
| 1985 | Göteborg   | MFÖ                                 | "Diday diday day"          | 14     | 36     |      |        |
| 1986 | Bergen     | Klips ve Onlar                      | "Halley"                   | 9      | 53     |      |        |
| 1987 | Bruxelles  | Seyyal Taner & Locomotif            | "Șarkım Sevgi Üstüne"      | 22     | 0      |      |        |
| 1988 | Dublin     | MFÖ                                 | "Sufi"                     | 15     | 37     |      |        |
| 1989 | Lausanne   | Pan                                 | "Bana Bana"                | 21     | 5      |      |        |
| 1990 | Zagreb     | Kayahan                             | "Gözlerinin Hapsindeyim"   | 17     | 21     |      |        |
| 1991 | Roma       | İzel, Reyhan Karaca ve Can Uğurluer | "İki Dakika"               | 12     | 44     |      |        |
| 1992 | Malmö      | Aylin Vatankoș                      | "Yaz Bitti"                | 19     | 17     |      |        |
| 1993 | Millstreet | Burak Aydos                         | "Esmer Yarim"              | 21     | 10     |      |        |
| 1995 | Dublin     | Arzu Ece                            | "Sev"                      | 16     | 21     |      |        |
| 1996 | Oslo       | Șebnem Paker                        | "Beșinci Mevsim"           | 12     | 57     |      |        |
| 1997 | Dublin     | Șebnem Paker ve Grup Etnik          | "Dinle"                    | 3      | 121    |      |        |
| 1998 | Birmingham | Tüzmen                              | "Unutamazsın"              | 14     | 25     |      |        |
| 1999 | Ierusalim  | Tuba Önal                           | "Dön Artık"                | 16     | 21     |      |        |
| 2000 | Stockholm  | Pınar Ayhan ve The SOS              | "Yorgunum Anla"            | 10     | 69     |      |        |
| 2001 | Copenhaga  | Sedat Yüce                          | "Sevgiliye Son"            | 11     | 45     |      |        |
| 2002 | Tallinn    | Buket Bengisu & Group Safir         | "Leylaklar Soldu Kalbinde" | 16     | 29     |      |        |
| 2003 | Riga       | Sertab Erener                       | "Everyway That I Can"      | 1      | 167    |      |        |
| 2004 | Istanbul   | Athena                              | "For Real"                 | 4      | 195    | X    | X      |
| 2005 | Kiev       | Gülseren                            | "Rimi Rimi Ley"            | 13     | 92     | X    | X      |
| 2006 | Atena      | Sibel Tüzün                         | "Süperstar"                | 11     | 91     | 8    | 91     |
| 2007 | Helsinki   | Kenan Doğulu                        | "Shake It Up Șekerim"      | 4      | 163    | 3    | 197    |
| 2008 | Belgrad    | Mor ve Ötesi                        | "Deli"                     | 7      | 138    | 7    | 85     |
| 2009 | Moscova    | Hadise                              | "Düm Tek Tek"              | 4      | 177    | 2    | 172    |
| 2010 | Oslo       | maNga                               | "We Could Be The Same"     | 2      | 170    | 1    | 118    |
| 2011 | Düsseldorf | Yüksek Sadakat                      | "Live It Up"               | X      | X      | 13   | 47     |
| 2012 | Baku       | Can Bonomo                          | "Love Me Back"             | 7      | 112    | 5    | 80     |

## Gazdă
| An   | Oraș     | Locație           | Prezentatori                 |
| ---- | -------- | ----------------- | ---------------------------- |
| 2004 | Istanbul | Abdi İpekçi Arena | Korhan Abay si Meltem Cumbul |